# 小西尔根气河
小西尔根气河，位于中华人民共和国黑龙江省塔河县境内，是西尔根气河右岸支流，发源于塔河县中部的西罗奇山岭最高峰蒙克山，自西向东流经二十站，过宝兴沟后转北流，经腰站林场、双河林场，在距西尔根气河口约22千米处与大西尔根气河汇合。河流全长189千米，河道平均比降1.06‰，河道弯曲系数4.2，流域面积1675平方千米。年均径流量2.93亿立方米。流域内森林茂密，宝兴沟有金矿资源。